# Хорешты (Яловенский район)
Хорешты (рум. Horeşti, Хорешть, Горешты) — село в Яловенском районе Молдавии. Относится к сёлам, не образующим коммуну.

## География
Село расположено на высоте 78 метров над уровнем моря.
У села протекает река Ботна.

## Население
По данным переписи населения 2004 года, в селе Хорешть проживает 3615 человек (1772 мужчины, 1843 женщины).
Этнический состав села:
| Национальность | Число жителей | Процентный состав |
| -------------- | ------------- | ----------------- |
| молдаване      | 3467          | 95.91             |
| румыны         | 120           | 3.32              |
| русские        | 16            | 0.44              |
| украинцы       | 7             | 0.19              |
| болгары        | 3             | 0.08              |
| прочие         | 2             | 0.06              |
| Всего          | 3615          | 100%              |